# Massif des Montagnes Noires
Massif des Montagnes Noires är en bergskedja i Haiti. Den ligger i den centrala delen av landet, 50 km nordost om huvudstaden Port-au-Prince.
Massif des Montagnes Noires sträcker sig 15,1 km i sydostlig-nordvästlig riktning. Den högsta toppen är Morne Tonnerre, 1 154 meter över havet.
Topografiskt ingår följande toppar i Massif des Montagnes Noires:
- Morne Deux
- Morne Gros Piton
- Morne Tonnerre